# 具柄齿缘草
具柄齿缘草（学名：Eritrichium petiolare）是紫草科齿缘草属的植物，为中国的特有植物。分布在中国大陆的西藏等地，生长于海拔4,300米至4,800米的地区，多生长在山坡草地及石灰岩岩缝，目前尚未由人工引种栽培。

## 异名
- 陀果齿缘草（学名：Eritrichium petiolare var. subturbinatum）是紫草科齿缘草属具柄齿缘草的变种，是中国的特有植物。分布在中国大陆的西藏等地，生长于海拔5,000米的地区，见于阳坡石缝、半阳坡碎石滩或草原灌丛。
- 柔毛齿缘草（学名：Eritrichium petiolare var. villosum）是紫草科齿缘草属具柄齿缘草的变种，为中国的特有植物。分布在中国大陆的西藏等地，生长于海拔4,500米至5,000米的地区，多生在山沟以及山坡石缝。